# Giovanni Alessio (politico)
Giovanni Alessio (Varapodio, 5 ottobre 1862 – Palmi, 2 febbraio 1917) è stato un avvocato e politico italiano.